# Cárcel Estrella
La Cárcel Estrella (en inglés: Estrella Jail) es un centro penitenciario ubicado en Phoenix, Arizona al sur de Estados Unidos. La prisión tiene una capacidad de aproximadamente 1.000 reclusos, alberga internos que principalmente son mujeres. Fue construido en 1991.
La Cárcel Estrella recibió atención de los medios en 2013 durante el juicio de Jodi Arias. Se invitó a los medios de comunicación para ver su celda con la compañía del sheriff Joe Arpaio tras los informes de que el asesino acusado estaba teniendo condiciones especiales durante su encarcelamiento. 